# Società Sportiva R.I.A.C. Fiamma Monza 1985
Questa voce raccoglie le informazioni riguardanti la Società Sportiva R.I.A.C. Fiamma Monza nelle competizioni ufficiali della stagione 1985, in cui divenne Campione d'Italia nel Campionato Primavera.

## Organigramma societario
Area direttiva
- Vice presidente: Fabrizio Levati
- Consigliere: Emanuele Ceraso

## Rosa
Rosa aggiornata alla fine della stagione.
| N. |                   | Ruolo | Calciatrice          |
| -- | ----------------- | ----- | -------------------- |
|    | Italia (bandiera) | C     | Annamaria Bernabè    |
|    | Italia (bandiera) | C     | Cinzia Bertarini     |
|    | Italia (bandiera) | P     | Mariangela Bonanomi  |
|    | Italia (bandiera) | C     | Eleonora Brambilla   |
|    | Italia (bandiera) | P     | Rossana Cassani      |
|    | Italia (bandiera) | D     | Elena Castellani     |
|    | Italia (bandiera) | C     | Ileana Colzani       |
|    | Italia (bandiera) | A     | Francesca De Maco    |
|    | Italia (bandiera) | D     | Tiziana D'Orio       |
|    | Italia (bandiera) | C     | Elisabetta Filippini |

| N. |                   | Ruolo | Calciatrice         |
| -- | ----------------- | ----- | ------------------- |
|    | Italia (bandiera) | C     | Rita Franchino      |
|    | Italia (bandiera) | C     | Silvana Frigo       |
|    | Italia (bandiera) | A     | Rita Giovannini     |
|    | Italia (bandiera) | C     | Cristina Kilan      |
|    | Italia (bandiera) | P     | Gabriella Marcelli  |
|    | Italia (bandiera) | A     | Silvana Mazzoleni   |
|    | Italia (bandiera) | D     | Adonella Moscatelli |
|    | Italia (bandiera) | C     | Wilma Panzeri       |
|    | Italia (bandiera) | D     | Rosella Sironi      |

## Squadra Primavera
Rosa aggiornata alla fine della stagione.
| N. |                   | Ruolo | Calciatrice        |
| -- | ----------------- | ----- | ------------------ |
|    | Italia (bandiera) | A     | Buono              |
|    | Italia (bandiera) | D     | Simona Consonni    |
|    | Italia (bandiera) | A     | Gabriella De Marco |
|    | Italia (bandiera) | D     | Di Noia            |
|    | Italia (bandiera) | C     | Nicoletta Esposito |
|    | Italia (bandiera) | D     | Elena Fantini      |

| N. |                   | Ruolo | Calciatrice        |
| -- | ----------------- | ----- | ------------------ |
|    | Italia (bandiera) | A     | Maria Macrì        |
|    | Italia (bandiera) | P     | Gabriella Marcelli |
|    | Italia (bandiera) | C     | Elena Marinelli    |
|    | Italia (bandiera) | A     | Wilma Panzeri      |
|    | Italia (bandiera) | C     | Perna              |
|    | Italia (bandiera) | C     | Rosella Sironi     |